# Yanagisawa Kota
Kota Yanagisawa (sinh ngày 8 tháng 4 năm 1982) là một cầu thủ bóng đá người Nhật Bản.

## Sự nghiệp câu lạc bộ
Kota Yanagisawa đã từng chơi cho Thespa Kusatsu.